# Cydistomyia abava
Cydistomyia abava är en tvåvingeart som beskrevs av Philip 1959. Cydistomyia abava ingår i släktet Cydistomyia och familjen bromsar. Inga underarter finns listade i Catalogue of Life.